# Кадоґава

32°28′11″ пн. ш. 131°38′56″ сх. д. / 32.46972° пн. ш. 131.64889° сх. д.
Кадоґава (яп. 門川町) — містечко в Японії, в повіті Хіґасіусукі префектури Міядзакі.